# World Outgames

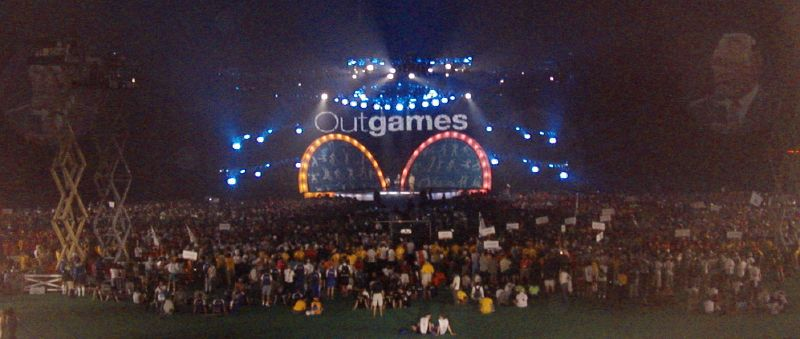
Cerimonia di apertura dei World Outgames di Montréal, nel 2006.

I World Outgames sono un evento sportivo e culturale organizzato dalla GLISA (Gay and Lesbian International Sport Association). La manifestazione si svolge nell'arco di una settimana e comprende una serie di manifestazioni sportive in varie discipline e una serie di eventi culturali come conferenze, concerti e proiezioni di film che hanno l'intento di sensibilizzare in merito al tema dei diritti umani e dell'omofobia. La partecipazione è ammessa a prescindere dall'orientamento sessuale e non sono richiesti particolari requisiti sportivi per prendere parte ai tornei. I primi giochi si svolsero a Montréal nel 2006 e la seconda edizione nel 2009 a Copenaghen. La terza edizione si è svolta ad Anversa nel 2013 mentre la quarta, che era stata programmata per il 2017 a Miami, è stata annullata. Oltre ai World Outgames, che sono a livello mondiale, sono state organizzate anche due edizioni di Outgames a livello continentale, a Calgary nel 2007 e a Melbourne nel 2008.

## Nascita
I World Outgames ebbero origine nel 2006 quando si creò una spaccatura tra la FGG (Federation of Gay Games) e la città di Montréal che era stata scelta come sede dei Gay Games. Il comitato di Montréal stava infatti organizzando un evento che la FGG riteneva troppo imponente e costoso e, non riuscendo ad arrivare ad un accordo, il dissidio si concluse con la decisione della FGG di spostare i Gay Games a Chicago. Montréal, però, non si arrese e volle organizzare comunque il proprio evento anche senza l'approvazione della FGG. In aiuto della città intervennero la GLISA e vari sponsor importanti come Air Canada, Canada Bell e Labatt Brewing Company. I timori della FGG si rivelarono però fondati, infatti l'evento si concluse con un passivo di 5,3 milioni di dollari.
| Edizione | Anno | Città       | Paese                 |
| -------- | ---- | ----------- | --------------------- |
| I        | 2006 | Montréal    | Canada                |
| II       | 2009 | Copenaghen  | Danimarca             |
| III      | 2013 | Anversa     | Belgio                |
| IV       | 2017 | Miami Beach | Stati Uniti d'America |

## Edizioni

### World Outgames 2006

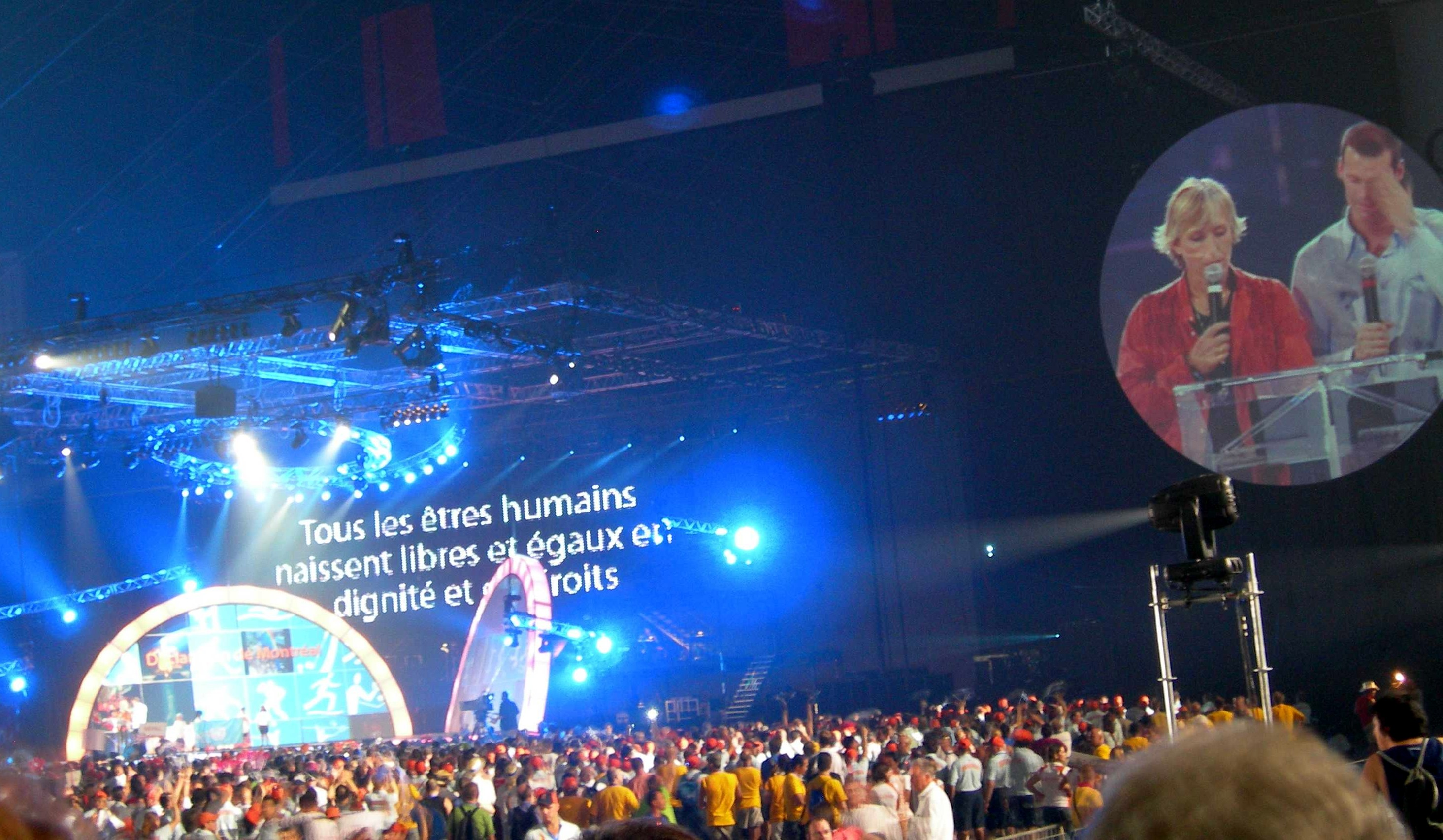
Martina Navrátilová e Mark Tewksbury leggono la dichiarazione di Montréal.

I primi World Outgames si svolsero a Montréal dal 29 luglio al 5 agosto 2006. Vi presero parte 10248 atleti e circa 5200 volontari che si offrirono per dare un aiuto durante la manifestazione. Si trattò del più grande evento internazionale tenutosi a Montréal dopo le Olimpiadi del 1976. I quattro giorni precedenti l'inaugurazione furono dedicati alle conferenze e ai dibattiti a cui presero parte, tra gli altri, la tennista Martina Navrátilová, il vescovo gay Gene Robinson, il sindaco di Montréal Gérald Tremblay e il campione olimpico di nuoto Mark Tewksbury, anch'egli gay dichiarato. Gli incontri si conclusero con la stesura della dichiarazione di Montréal per i diritti delle persone LGBT (lesbiche, gay, bisessuali, transgender). Il documento fu letto da Martina Navrátilová e da Mark Tewksbury durante la cerimonia di inaugurazione tenutasi allo stadio olimpico il 29 luglio e fu poi presentata all'ONU. Per quanto riguarda l'aspetto sportivo, si praticarono 35 discipline, utilizzando molti degli impianti costruiti per le Olimpiadi del 1976. I primi World OutGames si sono conclusi con un deficit record di 5,2 milioni di dollari canadesi, lasciando decine e decine di creditori non pagati e una macchia disonorevole sul movimento sportivo LGBT.

### World Outgames 2009
La seconda edizione dei World Outgames si è disputata Copenaghen dal 25 luglio al 2 agosto 2009. Le conferenze si sono svolte dal 27 al 29 luglio e il titolo del convegno è Love of freedom, freedom to love. Tra gli ospiti attesi a portare la propria testimonianza ci sono il regista gay musulmano Parvez Sharma, la senatrice colombiana Piedad Codoba, l'ex sindaco transgender di Carterton, Georgina Beyer e l'ex campione NBA, John Amaechi. Le discipline sportive in programma sono state 38.

### World Outgames 2013
Il 25 ottobre 2008, durante l'assemblea di Vancouver, la GLISA ha nominato Anversa come città ospitante per la terza edizione dei World Outgames. La manifestazione si è svolta dal 31 luglio all'11 agosto 2013, con 32 discipline sportive a programma.

### World Outgames 2017
Il 28 febbraio 2013, all'assemblea di Anversa, la GLISA ha scelto come sede per l'edizione 2017 la città di Miami, che ha avuto la meglio sull'altra candidata finale, Reykjavík. Il programma dell'edizione 2017, che sarebbe dovuta svolgere dal 26 maggio al 4 giugno, prevedeva 33 discipline diverse, per un totale di 455 eventi sportivi. Gli Outgames di Miami sono stati annullati poche ore prima della cerimonia di apertura, quando molti partecipanti erano già arrivati a Miami o erano in viaggio. Un'inchiesta per frode è stata aperta contro gli organizzatori. Questo evento, che si aggiunge a precedenti fallimenti di GLISA (cancellazione degli OutGames Nordamericani e OutGames Asia-Pacifici nel 2016), ha provocato un appello generale che la comunità LGBT internazionale ha rivolto a GLISA, esortandola a sciogliere l'associazione e cessare tutte le attività presenti e future.